# 나슬기
나슬기(1995년 6월 23일 ~)는 대한민국의 가수이다

## 출연작

### 드라마
- 2015년 드라마 불굴의 차여사 - 오혜진 역